# 宋鴻兵
宋鴻兵（ソン・ホンビン / Son Hongbing,1968年 - ）は、中国の経済学者。

## 経歴
四川省成都市生まれ。遼寧省瀋陽市の東北大学を卒業。
1994年米国留学、ワシントンのアメリカン大学で修士号取得。専門は情報工学と教育学。修了後、アメリカで就職、様々な経験を積む。2002-07年、ファニーメイとフレディマックでコンサルタントを務める。
2007年11月、中国へ帰国。その後、中国宏源証券股份有限公司に勤務。
2008年、環球財経研究所院長に就任。